# Дялу-Морій (комуна)
Дялу-Морій (рум. Dealu Morii) — комуна у повіті Бакеу в Румунії. До складу комуни входять такі села (дані про населення за 2002 рік):
- Банка (149 осіб)
- Беленешть (2 особи)
- Блага (252 особи)
- Бобош
- Бодяса (74 особи)
- Бостенешть (5 осіб)
- Гредешть (7 осіб)
- Гіоноая (12 осіб)
- Дорофей (1 особа)
- Дялу-Морій (1045 осіб)
- Калаподешть (62 особи)
- Кеуя (472 особи)
- Негулешть (705 осіб)
- Теведерешть (220 осіб)

Комуна розташована на відстані 227 км на північний схід від Бухареста, 41 км на південний схід від Бакеу, 97 км на південь від Ясс, 112 км на північний захід від Галаца, 148 км на північний схід від Брашова.

## Населення
За даними перепису населення 2002 року у комуні проживали 3006 осіб, усі — румуни. Усі жителі комуни рідною мовою назвали румунську.
Склад населення комуни за віросповіданням:
| Релігія       | Кількість осіб | Відсоток |
| ------------- | -------------- | -------- |
| православні   | 2976           | 99,0%    |
| баптисти      | 11             | 0,4%     |
| п'ятдесятники | 10             | 0,3%     |
| римо-католики | 4              | 0,1%     |
| старообрядці  | 3              | 0,1%     |
| адвентисти    | 2              | 0,1%     |